# Arthur Watkyn
Arthur Thomas Levi Watkins (27 juillet 1907 - 31 juillet 1965) est un fonctionnaire britannique qui a été Secrétaire du British Board of Film Classification de 1948 à 1956.
Il a écrit des romans et des pièces de théâtre sous le nom de Arthur Watkyn.

### Pièces de théâtre
- 1936 : Muted Strings
- 1948 : For Better, for Worse
- 1952 : The Moonraker
- 1958 : Bon week-end, Monsieur Bennett (Not in the Book)
- 1961 : The Geese Are Getting
- 1962 : Monsieur Dodd (Out of Bounds)
- 1963 : Amber for Anna